# Velká odaliska
Velká odaliska (ve francouzském originále La Grande Odalisque) je obraz z roku 1814 od Jeana Augusta Dominiqua Ingrese. Znázorňuje mladou ženu ležící na podušce a je téměř odhalená. Pozadí je tmavé, postavu doplňují orientální šperky drapérie a jiné doplňky. Nejzajímavější je ale vzhled postavy: boky jsou příliš široké, krk vyvrácený a prso trčí přímo pod rukou. Současníci tento obraz špatně pochopili jako anatomicky nevěrohodný. Nicméně Ingres se domníval, že přílišné naznačení svalové hmoty a anatomická věrohodnost by obraz udělaly strohým, suchým a nezajímavým. Moderní malíři, jako Pablo Picasso nebo Henri Matisse toto dílo obdivovali, neboť jim bylo svojí moderností velmi blízké. Obraz je k vidění v Louvru v Paříži.